# Kawakawa
Kawakawa is een plaats in de regio Northland op het Noordereiland van Nieuw-Zeeland. Kawakawa ontstond als serviceplaats toen in het gebied kolen werden gevonden in 1861, maar inmiddels is de kolenindustrie verdwenen. Nu zijn er veelal agrarische bedrijven.

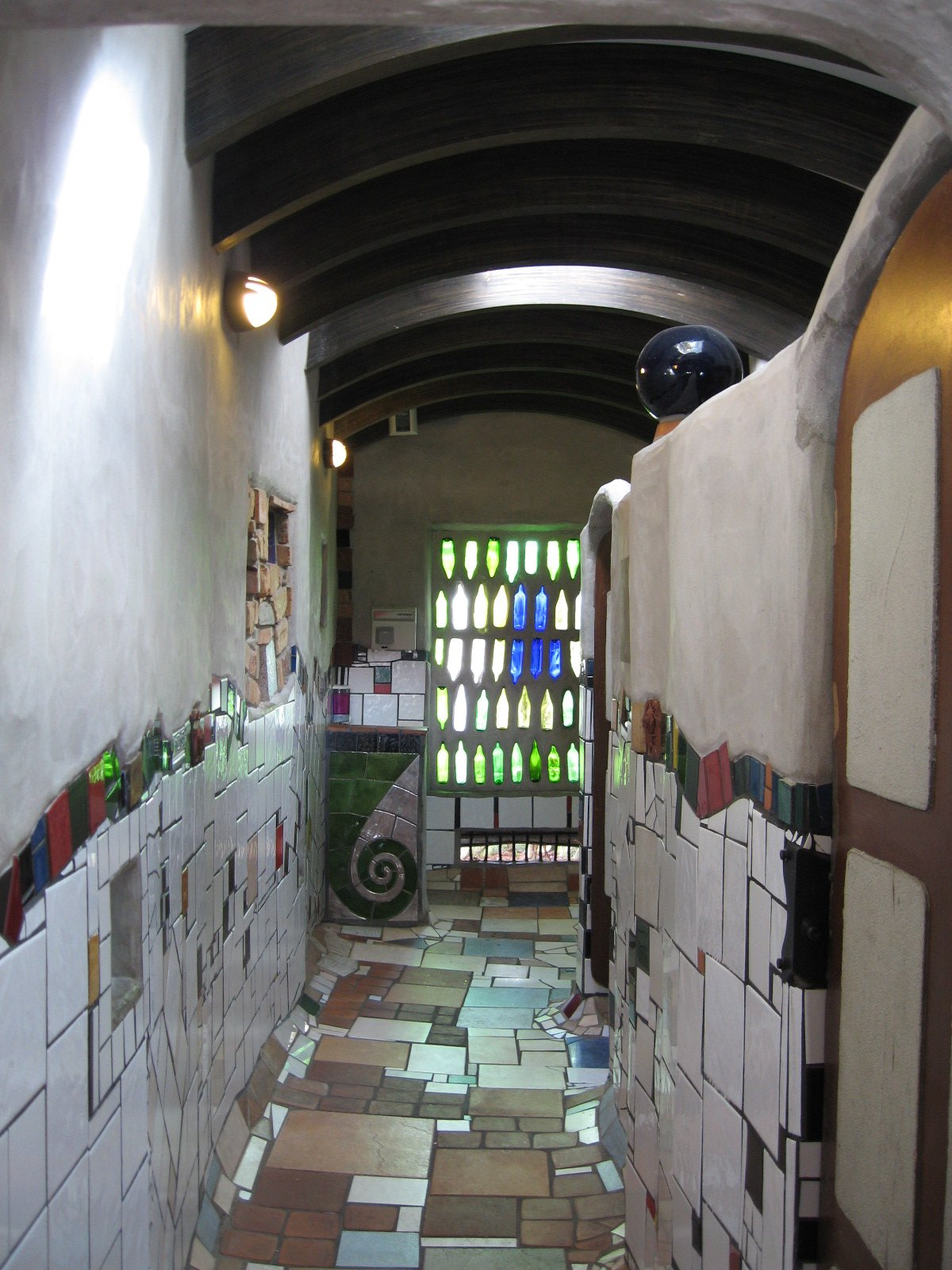
Hundertwassertoilet

Kawakawa heeft een bijzondere attractie. De publieke toiletten, ontworpen door de Oostenrijkse architect Friedensreich Hundertwasser, zijn echte kunstwerken. Hundertwasser leefde in Kawakawa vanaf 1975 tot zijn dood in 2000. Ook dichtbij zijn de gloeiwormgrotten van Kawiti.